# Puerto de Navidad (archipiélago de los Kerguelen)
Puerto-Christmas, también llamada Puerto de Navidad, es una parte de Gran Tierra, la isla principal del archipiélago de los Kerguelen. Se encuentra al fondo de la bahía del Pájaro en el extremo de la costa noroeste de la península Loranchet. Fue uno  de los primeros parajes con nombre propio del archipiélago al finalizar el siglo XVIII durante las primeras exploraciones y tentativas de establecimiento. Puerto-Christmas fue durante el siglo XIX algo similar a un puerto marítimo para el amarre de las naves que cazaban mamíferos marinos en el Océano Índico meridional antes de llegar a ser una estación científica geomagnética solo puntualmente ocupada pero deshabitada de manera permanente.
Del lugar se habla  en la literatura de viajes desde que Edgar Allan Poe (en 1838) y después Julio Verne (en 1897) situaron allí algunos capítulos de sus novelas de aventuras relacionados con las exploraciones de Antártico. Después de ellos, otros escritores viajeros han considerado a Puerto-Christmas como una puerta de entrada hacia el gran Sur, sobre todo debido a la presencia del célebre arco de los Kerguelen.
Su nombre deriva del nombre Christmas Harbour  puesto por James Cook, cuya nave amarró en dicha bahía el día de Navidad de 1776 durante su tercer viaje por el Pacífico.

## Geografía

### Situación
Nota : el norte geográfico se encuentra a la derecha sobre el mapa.

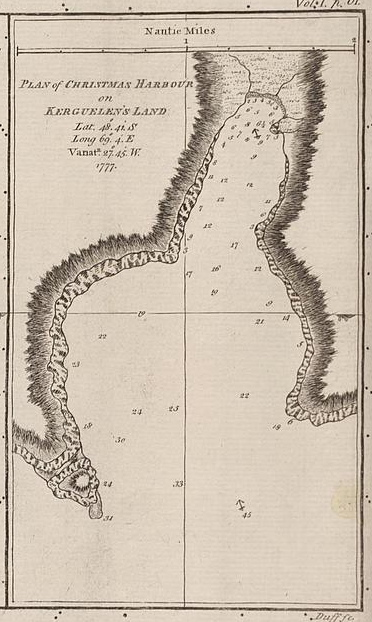
Mapa de la bahía del Pájaro y de Puerto-Christmas realizado por James Cook en 1777.
Nota : el norte geográfico se encuentra a la derecha sobre el mapa.

El paraje está formado por una lengua de arena negra, de 300 metros de longitud, que resulta de la erosión mecánica (aguas y vientos) de las rocas basálticas de origen volcánico que le rodean. Está ubicado en el extremo de la punta septentrional de la península Loranchet al fondo de la bahía del Pájaro, cerrada al norte por el cabo Francés y al sur por la punta del arco de los Kerguelen. Puerto-Christmas está resguardado por la Mesa del Pájaro (que llega a 403 m) al norte y por el monte Havergal (552 m) al sur, y en un nivel superior se encuentra el pequeño lago Rochegude ubicado al oeste, cuyas aguas llegan al mar por dos arroyos emisarios.
Puerto-Christmas está aislado totalmente del resto del archipiélago y es difícilmente accesible — únicamente por mar — desde la base de Port-aux-Français, distante unos 115 km lineales y de al menos 185 km de navegación. Por esta razón, solo está ocupado de manera temporal en periodos relativamente cortos de tiempos, principalmente para la realización de trabajos científicos.

### Peculiaridades geológicas y geográficas
Desde su descubrimiento en 1772 por el navegante francés Yves Joseph de Kerguelen de Trémarec, el lugar se reconoce por su imponente arco rocoso ubicado en la punta sur de la bahía del Pájaro y que se eleva a más de 100 metros.. Llamado Arched-Rock por James Cook y después el « arco de los Kerguelen », se  hundió entre 1908 y 1913 no quedando ya más que sus dos pilares basálticos. Desde la expedición de James Clark Ross en 1840, la presencia de varias venas de carbón aflorantes ha sido anotada en diferentes puntos de la bahía.
Puerto-Christmas presenta por otra parte la peculiaridad geográfica de estar en una de las  antípodas terrestres « denominadas » de los Estados Unidos que corresponden al lugar llamado Chester Liberty entre las ciudades de Rudyard y Shelby en Montana en la frontera con Canadá.

### Toponimia
La toponimia del lugar ha variado en el tiempo. Cronológicamente, el conjunto del lugar, comprendiendo todo a la vez: la bahía y la lengua de tierra, fue llamada « Bahía del Pájaro » por Yves Joseph de Kerguelen de Trémarec, durante su segundo viaje en 1774, según el nombre de una de las fragatas de su misión austral, El Pájaro. Después de la llegada de James Cook  cuyas naves HMS Resolution y HMS Discovery atracaron el 25 de diciembre de 1776, fue designado por este último en los mapas como Christmas Harbour (« havre de Navidad »), a pesar de que los franceses ya le habían nombrado.con anterioridad a finales del siglo XVIII  y esto era conocido por Cook.
La confirmación como posesión francesa de 1893 por la tripulación del Eure volvió a dar oficialmente al lugar su nombre inicial. No obstante, durante más de un siglo el nombre de Christmas Harbour resultó reconocido y usado por todos los que frecuentaban las aguas de las Kerguelen. Desde entonces la primera toponimia oficial del archipiélago de los Kerguelen, establecida en dos épocas por Raymond Reunir del Baty en 1908 y 1913 — mapa al  1/228000º publicado en 1922 y utilizado comúnmente — decide por un lado validar el nombre de bahía del Pájaro para la totalidad del lugar y por otro lado afrancesar el término inglés como Port-Christmas reservándolo exclusivamente a la designación en el fondo de la bahía, del lugar terrestre constituido por la lengua de arena y sus aledaños hasta el lago Rochegude. Este estado se concretó por el establecimiento de la primera acampada permanente en diciembre de 1964 y después por la publicación de la actualización de las toponimias australes por la Comisión territorial de toponimias de las Tierras australes francesas entre diciembre de 1966 y mayo de 1971·.

## Historia
La primera mención del lugar data del primer viaje de Yves Joseph de Kerguelen de Trémarec en la que divisa, en febrero de 1772, la entrada de la bahía pero no puede desembarcar debido a las condiciones meteorológicas difíciles, atracando cuarenta leguas más al suroeste en la bahía del León Marino donde toma posesión del archipiélago, el 12 de febrero de 1772, en nombre del rey de Francia.
Durante su segundo viaje, Yves de Kerguelen aborda el archipiélago en diciembre de 1773 y delega a su segundo, Señor de Rosnovet, la tarea de entrar en la cala que él cartografía (así como la costa sur oeste del archipiélago) y la denomina bahía del Pájaro. Este último envía, el 6 de enero de 1774, a su teniente Henri Pascal de Rochegude a las tierras del fondo de la cala para dejar un mensaje de pasaje y de toma de posesión en una botella:
James Cook, que llegó al archipiélago de los Kerguelen durante su tercer viaje en las mares australes, ancló sus naves Discovery y Resolution precisamente a este sitio el día de Navidad de 1776 y llamó al lugar Christmas Harbour y se apercibe entonces del doble pasaje de los franceses encontrando los mensajes dejados a los cuales añade la mención de su propia llegada adjuntando una moneda milésima,.
El explorador británico señaló las condiciones óptimas de atraque, de aprovisionamiento de agua, y el cirujano de a bordo, William Anderson, anotó que la presencia de coles de Kerguelen podían servir como una de estupenda fuente de vitamina C para luchar contra el escorbuto que atacaba a las tripulaciones en las largas travesía, y también la abundancia de « recursos en aceites »  en el lugar.
La expedición marchó el 31 de diciembre para explorar las costas orientales hasta el futuro golfo de Morbihan  al que llamó  « Royal Sound». También desde Christmas Harbour  nombró al archipiélago como «islas de la Desolación» antes de rendir homenaje a su primer descubridor francés atribuyéndole su nombre, no sin una cierta malicia. 
La primera campaña de caza de mamíferos marinos en el archipiélago de los Kerguelen fue llevada a cabo por naves estadounidenses procedentes de la isla de Nantucket en 1792. A principio de los años 1820, es el explorador y capitán foquero americano Benjamin Morrell (1795-1839) quien hizo de Christmas Harbour o más precisamente de Wasp Harbour (del nombre de su nave la Wasp) ubicado cerca del cabo Francés, su lugar de atraque en el archipiélago de los Kerguelen para sus campañas de caza de otarios y elefantes de mar. En 1840, el explorador polar británico James Clark Ross estableció en Puerto-Christmas — donde anclo durante 68 días de mayo a julio — dos estaciones temporales de observación: la una astronómica y la otra que fue la primera estación geomagnética en el marco de la expedición Erebus y Terror encargada, entre otras, de investigaciones científicas sobre el asunto. En 1874, el astrónomo real británico George Airy instaló allí una de las dos estaciones temporales de observación en el archipiélago de los Kerguelen (entre las ocho ubicadas en  todo el planeta) destinadas a estudiar el paso de Venus cerca de la Tierra el 9 de diciembre 1874.

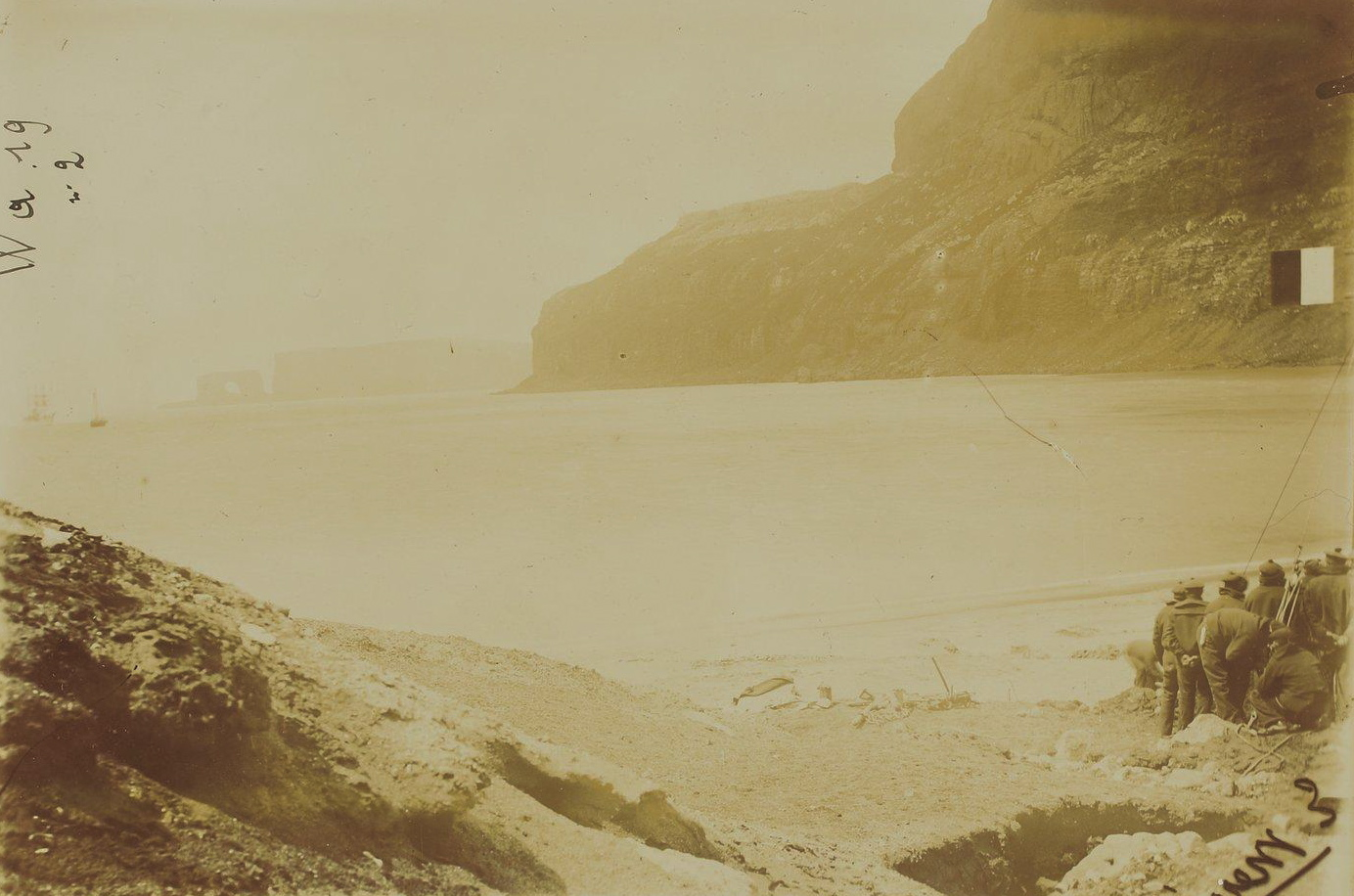
Puerto-Christmas y la bahía del Pájaro (con el arco de los Kerguelen al fondo) el 2 de enero de 1893 durante la renovación de la toma de posesión del archipiélago por la tripulación del Eure.

El archipiélago de los Kerguelen, y principalmente Puerto-Christmas, debido a sus buenas condiciones de resguardo y seguridad, fue a lo largo del siglo XVIX un lugar de atraque para las naves balleneras y foqueas — en particular estadounidenses nantuckeños, después de que los británicos les prohibieran las campañas de caza en el hemisferio norte — durante sus campañas en las mares del Sur (realizadas hasta 1909 con un pico en el periodo 1840-1870).
El archipiélago no estuvo sin embargo habitado de manera permanente por los franceses dejando la posibilidad de una desposesión por otros países: hacia 1890, Inglaterra y Australia tenían pretensiones sobre el archipiélago de los Kerguelen. Consecuentemente, sobre la decisión del presidente Sadi Carnot, el navío Eure bajo el mando del capitán de fragata Louis Lieutard marchó en 1892 a renovar una serie de tomas de posesiones solemnes en las tierras australes francesas y en particular la realizada 120 años antes en la bahía del Pájaro. Atracó primero en Puerto-Christmas el 1.º de enero de 1893, donde encuentra la goleta foquera americana Francis Allyn del capitán John Fuller, y reitera la toma de posesión francesa con veintiún cañonazos, izado de la bandera en el mástil y la instalación en el sitio de una placa orientativa de cobre que lleva la inscripción « EURE - 1893 »  antes de volver a hacer durante quince días estas operaciones en diferentes lugares del archipiélago, con el fin de preparar la llegada de colonos permanentes, los hermanos Boissière que habían obtenido una concesión de exclusividad de 50 años sobre todas las tierras australes francesas,. De regreso de una expedición en las mares subantárticos en 1898, el biólogo alemán Carl Chun hizo escala a bordo de La Valvadia en Puerto-Christmas sobre el que declaró estar "fascinado por el romanticismo del lugar"
El 9 de marzo de 1908, Raymond Reunir del Baty y su hermano Henri echaron el ancla de su queche, el J.B. Charcot, con el fin de comenzar su trabajo de reconocimiento y de nombrado de los puntos principales del archipiélago — la posesión de un territorio  requiere también nombrar de manera oficial los lugares geográficos — en el marco de un potencial desarrollo económico del archipiélago de los Kerguelen,. Después de 1950, Puerto-Christmas se convirtió en una estación científica francesa dedicada a los estudios geomagnéticos con la instalación en 1981 de una de las tres estaciones geomagnéticas de repetidores del archipiélago dependiente de la Escuela y observatorio de ciencias del arco de los Kerguelen el 2 de enero de 1893, durante la renovación de la toma de posesión hecha por el navío Eure (a izquierda).
Numerosos autores, principalmente novelistas, han hecho mención del lugar. El primero fue el escritor estadounidense Edgar Allan Poe en Las Aventuras de Arthur Gordon Pym (The Narrativa of Arthur Gordon Pym of Nantucket, 1838 ; presenta la escala que dura cerca de un mes en 1827 de la tripulación de la Jane Guy en Christmas Harbour, en la que describe precisamente el puerto natural y el arco de los Kerguelen, después del salvamento de los dos principales protagonistas por la nave británica. El novelista estadounidense está fuertemente inspirado en los relatos del capitán foquero Benjamin Morrell (en particular de A Narrative of Four Voyages ap aparecido en 1832) — a veces casi palabra por palabra — cuando se refiere a Wasp Harbour (lugar conocido sólo de Morrell) como lo demuestra el uso por Arthur Pym de este último topónimo.
Julio Verne, retomando la línea de la novela de Poe para la trama ubica los tres primeros capítulos del La esfinge de los hielos (1897) en Christmas Harbour, donde su héroe, el mineralogista estadounidense Joerling, pasa los meses de junio a agosto de 1839 antes de embarcar a bordo de la goleta Halbrane en dirección al sur. Sin haber estado nunca allí, el novelista francés hace una descripción geográfica precisa y establece un ficticio asentamiento permanente y cosmopolita de una veintena de almas en torno a Fenimore Atkins, el patrón del albergue Cormoran verde, viviendo de la visita estacional de las naves foqueras y balleneras inglesas y estadounidenses. Ambos novelistas del siglo XIX  introdujeron desde entonces Puerto-Christmas en el imaginario de los viajes al gran Sur y al océano Austral en cuyo sitio figura una de las puertas de entrada hacia el continente antártico.
El navegador y escritor viajero Raymond Reunir del Baty atracó en 1908 para cartografiar el archipiélago y también realizó una descripción literaria en su relato On peut aller loin avec des cœurs volontaires El novelista y poeta Valery Larbaud en su selección de noticias Aux couleurs de Rome (1938), dedica un capítulo al « gobernador de Kerguelen » cuyo escaño ubica en Puerto Navidad. 
Edgar Aubert de la Rüe residió varios meses en el archipiélago, de 1928 a 1953, para llevar a cabo diversos estudios geográficos y geológicos, hace mención de Puerto-Christmas en su relato Dos años a las Islas de la Desolación (1954).
En 1993, el periodista y escritor Jean-Paul Kauffmann hizo de Puerto-Christmas, en su relato El Arco de los Kerguelen, el objetivo último de una búsqueda personal que emprende en el archipiélago de los Kerguelen algunos años después de su liberación después de tres años de cautividad como rehén en Líbano. Todo su libro — que cuenta la historia del archipiélago de los Kerguelen, de sus exploradores, y de sus residentes permanentes — tiende hacia la posesión de este lugar mítico y uno de los más aislados del archipiélago, así como uno de los más inaccesibles sobre la Tierra, lo que no conseguirá sin embargo nunca a pesar de diversas tentativas hechas en barco, a pie, y en helicóptero.
La navegante Isabelle Autissier, que como consecuencia de una desarboladura en 1994 se vio obligada a vivir temporalmente en el archipiélago de los Kerguelen, publicó en 2006 una biografía literaria de Yves de Kerguelen en la cual describe precisamente, a partir de los elementos históricos disponibles (periódicos y relatos) y de su propia experiencia del lugar, la llegada de la tripulación del Pájaro a la bahía homónima en enero de 1774 y la toma de posesión en tierra conducida por los señores de Rochegude y del Cheyron.

### Filatelia
Al menos cinco sellos de los TAAF han sido emitidos con una representación del lugar de Puerto Navidad o de sus alrededores inmediatos,:
- 1976 : valor facial de 3,50 francos, conmemorativo del bicentenairio de la llegada de Cook y el arco de los Kerguelen ;
- 1979 : valor facial de 2,70 francos, que representan el Arched Rock ;
- 1997 : valor facial de 24 francos para el bicentenario de la muerte del almirante de Kerguelen, con un grabado de « Puerto Navidad» similar al de la llegada de Cook debida a John Webber en 1784 ;
- 2001 : valor facial de 3 euros, que representan el arco de los Kerguelen ;
- 2011 : valor facial de 1,10 euros, que representan al barco escolta de escuadra Forbin (D635) en el arco de los Kerguelen durante su pasaje por el archipiélago de los Kerguelen del 17 al 23 de enero de 1978.